# Lira (by)
Lira er en by i den centrale del af Uganda, med et indbyggertal (pr. 2005) på cirka 119.000. Byen er hovedstad i et distrikt af samme navn, beliggende i landets Nordregion.
2°14′56″N 32°54′0″Ø / 2.24889°N 32.90000°Ø